# Dobrova-Polhov Gradec
Dobrova-Polhov Gradec è un comune di 7 195 abitanti della Slovenia centro-occidentale, i cui centri principali sono i villaggi di Dobrova e Polhov Gradec. 
Polhov Gradec è una cittadina di villeggiatura, ai piedi delle Polhograjsko hribovje, le basse montagne chiamate Dolomiti di Polhov Gradec.
Il vecchio castello, che domina il paese, fu costruito nel 1330 su una collina detta Kalvarija (lett. "Monte Calvario") e dal 1384 appartenne ai conti di Celje. Venne distrutto dal terremoto del 1511 e quindi abbandonato. Nelle vicinanze, più a valle, fu subito costruito un altro castello, ben fortificato per resistere agli attacchi dei turchi.
Dal 2008 nel maniero ha sede il Museo delle Poste e delle Telecomunicazioni, sezione staccata del Museo Tecnico della Slovenia.
Vi nacque il cardinale di Toronto Alojzij Ambrožič.

## Storia
In epoca asburgica il comune era suddiviso nei comuni di Podsmerek (o Podsmreko, in tedesco Sankt Martin), Šujica (o Šujca, ted. Schuitze), Dobrova (ted. Dobrawa), Babna Gora (o Babina Gora), Polhov Gradec (ted. Billichgratz), Setnik, Selo (o Sello, oggi Selo nad Podgrovim Gradcem), Črni Vrh (ted. Schwarzenberg), Butajnova (ted. Wutainowa), Šent Jošt (ted. Sankt Jobst). Successivamente Podmserek e Šujica verranno accorpati a Dobrova, Babna Gora e Setnik vennero aggregati a Polhov Gradec, Selo venne incorporato da Črni Vrh e infine Šent Jošt inglobò Butajnova.
Dal 1941 al 1943 venne occupato dalle truppe italiane e inquadrato nella Provincia di Lubiana.

## Società

### Lingue e dialetti
| %     | Ripartizione linguistica (gruppi principali) |
| ----- | -------------------------------------------- |
| 0,7%  | madrelingua croata                           |
| 0,4%  | madrelingua serbo-croata                     |
| 95,5% | madrelingua slovena                          |
| 0,4%  | madrelingua serba                            |